# Stefan Askenase
Stefan Askenase (Lemberg, 10 juillet 1896 – Cologne, 18 octobre 1985), est un pianiste polonais, naturalisé belge.

## Biographie
À cinq ans, il est initié au piano par un des disciples de Chopin, Karol Mikuli, dont sa mère est l'élève à Lemberg. Il fait ses études musicales au conservatoire de musique de sa ville natale, où Théodore Pollack est son professeur. 
En 1914, juste avant le début des hostilités, il part pour Vienne où l'attend Emil von Sauer, dont il n'est l'élève qu'une année. En 1916, il se trouve enrôlé dans l'armée autrichienne où il est officier. 
En 1918, il retourne à Lemberg, sa ville natale. On lui confie la direction de l'opéra, où il aime accompagner au piano les chanteurs lors des répétitions. 
En 1919, il repart pour Vienne, où il donne une série de concerts très appréciés par la critique. 
En 1921, les tournées étant fatigantes pour quelqu'un qui a des ennuis de santé et ayant besoin d'un climat plus chaud, il accepte un poste de professeur au Conservatoire de musique du Caire. 
En 1926, il rentre en Europe et s'établit définitivement à Bruxelles. Il se consacre à l'enseignement – on peut compter Naüm Sluszny et Elzbieta Dedek parmi ses élèves –, donne des récitals et joue en concert aux Pays-Bas, en Autriche, en Allemagne, en France. 
De 1937 à 1939, il enseigne au Conservatoire de Rotterdam
De 1951 à 1961, il a sa classe de piano au Conservatoire royal de Bruxelles et donne des cours particuliers. Parmi ses élèves on trouve Martha Argerich, Mitsuko Uchida et André Tchaikowsky. 
Les compositeurs dont il interprète le plus souvent les œuvres sont Chopin et Mozart. Ses enregistrements réalisés pour la Deutsche Grammophon Gesellschaft restent des interprétations très appréciées, rééditées en un coffret de sept disques.

## Sources
- Interview accordée à Henri Musielak par Stefan Askenase le 29 février 1968 à Bruxelles dans les studios de la R.T.B. (I.N.R., place Eug. Flagey). Enregistrement réalisé pour l'Office de radiodiffusion télévision française. Diffusé et rediffusé depuis Paris (Maison de Radio France).
- Note discographique du coffret DG : Jean-Charles Hoffelé, De vraies fleurs sous de vrais canons - Le Chopin de Stefan Askenase.